# Aharon Appelfeld
Aharón Appelfeld, en hebreo: אהרן אפלפלד‎ (Stara Zhadova; 16 de febrero de 1932-Petaj Tikva; 4 de enero de 2018) fue un novelista israelí.

## Biografía
Appelfeld nació en Zhadova cerca de Czernowitz, Rumanía —hoy Ucrania—. En 1940, cuando tenía ocho años, los nazis invadieron su pueblo natal y asesinaron a su madre, y él y su padre fueron deportados a un campo de concentración Nazi en Transnistria, en territorio entonces ocupado por Rumanía. Más tarde, se escapó y estuvo escondido tres años antes de alistarse en el Ejército Rojo como cocinero. Tras la Segunda Guerra Mundial, pasó varios meses en un campo de refugiados italiano antes de establecerse en Palestina en 1946, dos años antes de la independencia de Israel, y pudo reunirse con su padre gracias a que encontró su nombre en una lista de la Agencia Judía para Israel. Su padre había sido enviado a una maabará en Be'er Tuvia. La reunión fue tan emotiva que el escritor dice no haber podido escribir nunca sobre ella. Conocía y manejaba con destreza varios idiomas —alemán, polaco e inglés, además de rumano y hebreo—. Es reveladora de la personalidad de este escritor la entrevista que le hizo su amigo, el escritor judío norteamericano Philip Roth en 1988 (Editorial Seix Barral, De Bolsillo 2011).
En Israel, Appelfeld pudo completar sus estudios y aprendió hebreo, la lengua que ha usado en sus publicaciones. Estudió en la Universidad Hebrea de Jerusalén y ha vivido en Mevaseret Sion, donde enseñaba literatura en la Universidad Ben-Gurión del Néguev.

## Premios
- 1979 Premio Bialik
- 1983 Premio Israel
- 1989 Premio nacional literario judío
- 1997 Premio miembro honorario extranjero de la Academia Estadounidense de las Artes y las Ciencias.[3]
- 2004 Premio Médicis